# Mecsekjánosi megállóhely
Mecsekjánosi megállóhely egy Baranya vármegyei vasúti megállóhely Komló városában, a MÁV üzemeltetésében. A városhoz csatolt Mecsekjánosi központjától kissé nyugatra helyezkedik el, a 6542-es út déli oldalán.

## Vasútvonalak
A megállóhelyet az alábbi vasútvonalak érintik:
- Godisa–Komló-vasútvonal

## Kapcsolódó állomások
A megállóhelyhez az alábbi állomások vannak a legközelebb:
- Mecsekpölöske megállóhely (Godisa–Komló-vasútvonal)
- Komló vasútállomás (Godisa–Komló-vasútvonal)

## Forgalom
| Járat        | Útvonal | Gyakoriság   |
| ------------ | --- | ------------ |
| személyvonat | Komló – Mecsekjánosi – Mecsekpölöske – Magyarszék – Magyarhertelend – Bodolyabér – Godisa – Sásd (– Vásárosdombó – Kaposszekcső) – Dombóvár | Napi 5-6 pár |